# Požarnica (Bośnia i Hercegowina)
Požarnica – wieś w Bośni i Hercegowinie, w Federacji Bośni i Hercegowiny, w kantonie tuzlańskim, w mieście Tuzla. W 2013 roku liczyła 190 mieszkańców, z czego większość stanowili Serbowie.